# Theodor Paleologu
Theodor Paleologu (en français : Théodore Paléologue), né le 15 juillet 1973 à Bucarest, est un universitaire, diplomate et homme politique roumain. Il est ministre de la Culture, des Cultes et du Patrimoine national dans le gouvernement Boc de 2008 à 2009 et candidat du PMP à l'élection présidentielle de 2019.

## Biographie

### Origines et famille
Descendant d'une dynastie phanariote d'origine grecque (venue de Lesbos en Valachie au début du XVIIIe siècle), son père Alexandru était un écrivain et un ancien opposant au régime communiste. Après la chute de la dictature, ce dernier fut élu sénateur en 1992.
Theodor Paleologu est d'abord élève du lycée allemand de Bucarest avant de poursuivre ses études en France (maîtrise en philosophie à la Sorbonne de 1992 à 1998, puis à l'École normale supérieure de 1996 à 2001). Il est docteur en études politiques (École des hautes études en sciences sociales de Paris et de université Louis-et-Maximilien de Munich de 1998 à 2001),.
Il est séparé de son épouse, la cantatrice Sarah Nassif, avec qui il a eu un fils, Mihail.

### Carrière universitaire
- Professeur assistant et directeur de l'université d'été, European College of Liberal Arts, Berlin (depuis 2003),
- Chercheur, Université Notre-Dame-du-Lac (2001-2002), Université de New York (2002), Université Harvard (2002-2003), Collège scientifique de Berlin (2005),
- Professeur invité, Deep Springs College (en) (2003),
- Lecteur, Boston College (1999-2000)[4],
- Lecteur externe, université de Copenhague (2007 à 2008).

### Carrière diplomatique
Theodor Paleologu a été ambassadeur extraordinaire et plénipotentiaire au Danemark et en Islande de 2005 à 2008.

### Engagement politique

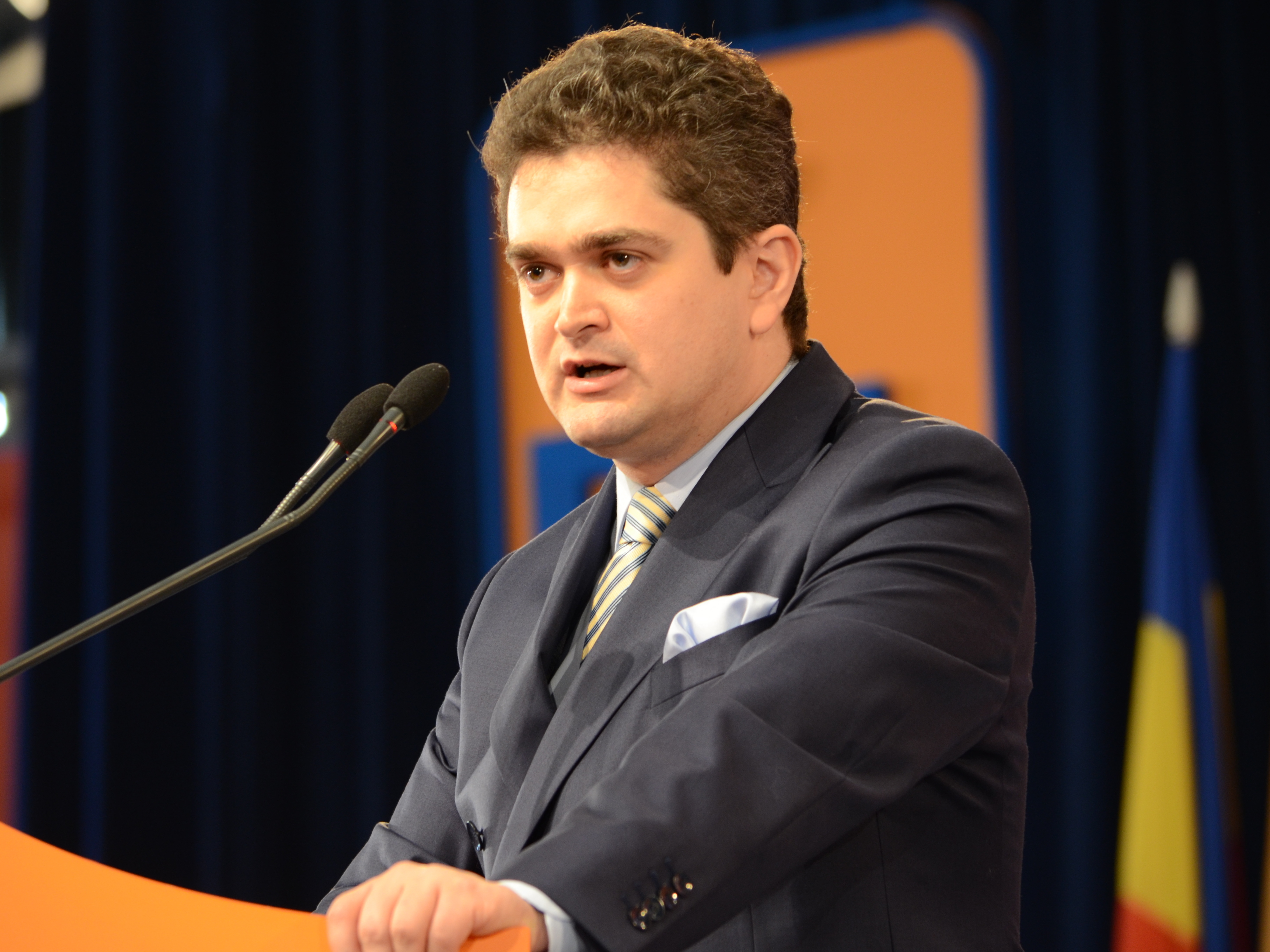
Theodor Paleologu en 2013.

À 35 ans, lors des élections du 30 novembre 2008, il est élu député de la 9e circonscription de Bucarest sous les couleurs du Parti démocrate libéral (PDL). Il est nommé ministre de la Culture, des Cultes et du Patrimoine national lors de la formation du gouvernement de coalition, le 22 décembre 2008. Sa priorité est alors la préservation des monuments historiques roumains,. Il reste ministre jusqu’à la fin du gouvernement, un an plus tard.
Il se porte candidat à la fonction de maire du secteur 1 de Bucarest lors des élections locales de 2012, terminant deuxième avec 14,1 % des voix. Se présentant aux élections législatives plus tard cette année-là, il se classe deuxième dans son district, mais remporte un autre mandat grâce au mécanisme de redécoupage prévu par la loi électorale.
En février 2014, il suit Elena Udrea lors de sa démission du PDL et son adhésion au Parti Mouvement populaire (PMP). Un an plus tard, il adhère au Parti national libéral  (PNL), affirmant que le PMP a dégénéré en « fiasco total ». En juin 2016, le PNL l'expulse après qu'il a critiqué la direction du parti pour son manque de respect envers le dirigeant de Union sauvez Bucarest, Nicușor Dan. Lors des élections législatives de 2016, Paleologu échoue à se faire élire en tant qu'indépendant, réunissant seulement 8 000 sur les quelque 25 000 nécessaires pour obtenir un siège.
Il est candidat du PMP à l'élection présidentielle de 2019. Il arrive en cinquième position du premier tour, avec 527 098 suffrages, soit 5,72 %.